# Kościół Matki Bożej Bolesnej w Lacku
Kościół Matki Bożej Bolesnej w Lacku – parafialny kościół w Lacku, dawna cerkiew unicka, a następnie prawosławna.
Unicka cerkiew w Lacku została wzniesiona z fundacji Radziwiłłów bialskich w 1795. Jej patronem był bł. Jozafat Kuncewicz. W 1842 była remontowana. Wskutek likwidacji unickiej diecezji chełmskiej przeszła w 1875 na własność parafii prawosławnej. We władaniu Kościoła rzymskokatolickiego obiekt znalazł się w 1951 i wtedy został gruntownie przebudowany. Od 1978 jest to świątynia parafialna.
Dawna cerkiew w Lacku jest budowlą drewnianą, orientowaną, szalowaną, konstrukcji zrębowej. Pierwotnie posiadała konstrukcję trójdzielną z wyraźnie wyodrębnionymi nawą, przedsionkiem i pomieszczeniem ołtarzowym. W czasie przebudowy w 1951 nawa i przedsionek zostały połączone. W tym samym roku nad nawą wykonano sklepienie beczkowe wsparte na czterech słupach. Zarówno nawę, jak i prezbiterium pokrywa dach dwuspadowy. Pierwotnie na fasadzie znajdowała się niska wieżyczka z cebulastą kopułką, po 1951 została ona zastąpiona prostą sygnaturką.
Ołtarz główny kościoła został wykonany w XVIII w. W ołtarzu znajduje się obraz patronki świątyni. Dwa ołtarze boczne są młodsze, powstały na pocz. XIX w. Na strychu kościoła przechowywane są carskie wrota z niezachowanego ikonostasu cerkwi w Lacku. Zabytkowymi elementami wyposażenia obiektu są również obraz Chrystusa z Marią Magdaleną (XIX w.), rzeźba Chrystusa Zmartwychwstałego (XVIII w.), niewielki krzyż ołtarzowy (XVIII w.) i kielich (XVII–XVIII w.).